# クラウス・ベアグリーン
クラウス・ベアグリーン（Klaus Berggreen、1958年2月3日 -）は、デンマーク出身の元サッカー選手。ポジションはMF。

## 経歴
ベアグリーンは6歳で地元のクラブ、リンビーBKでサッカーを始め、1975年にトップチームデビューを果たした。クラブは2部リーグでの在籍期間の長い弱小クラブであったが、1979年に15得点を挙げ1部リーグ昇格に貢献した。この活躍がゼップ・ピオンテック監督の目に留まり、デンマーク代表に招集、1979年8月に代表デビューを飾った。1984年のUEFA欧州選手権1984では4試合に出場、1次リーグ第2戦のユーゴスラビア戦では1得点を決めが、準決勝のスペイン戦では延長戦で退場処分を受けた。
FIFAワールドカップ・メキシコ大会欧州予選では重要な役割を果たした。1985年10月16日、アウェイのノルウェー戦は前半0-1でリードされる苦しい展開だったが後半にベアグリーンが2得点を決め5-1で逆転勝利を収め、予選突破に貢献した。
翌1986年の本大会、1988年のUEFA欧州選手権1988でもレギュラーとして出場するなど国際Aマッチ46試合に出場し5得点を記録した。
クラブレベルでは、イタリアのSCピサ、ASローマ、トリノ・カルチョに在籍。1982年から在籍したピサはセリエAとBの間を彷徨うエレベータークラブであったが、1983-84シーズンのセリエB降格後もクラブに留まり、1985年のセリエB優勝に貢献した。
1989年に再びリンビーBKに戻り、選手兼スポーツディレクターを務め、1990年3月に32歳で現役を引退した。その後、1992年11月にスポーツディレクターの職務を退き、現在は衣料品会社を経営している。